# Alejo Benedicto Gilligan
Alejo Benedicto Gilligan (* 7. Mai 1916 in Roberts, Provinz Buenos Aires, Argentinien; † 18. Juli 2007) war ein argentinischer Geistlicher und Bischof von Nueve de Julio.

## Leben
Alejo Benedicto Gilligan empfing nach dem Studium der Philosophie und Theologie am Priesterseminar San José in La Plata am 6. Dezember 1942 in der Basílica de Nuestra Señora de Luján die Priesterweihe. Nach seelsorgerischer Tätigkeit war er Professor für Latein und Griechisch sowie Spiritual am Priesterseminar Pius XII. des Bistums Mercedes. Er war Generalvikar des Bistums Nueve de Julio.
Am 19. Juli 1969 wurde er von Papst Paul VI. zum Bischof von Nueve de Julio ernannt. Die Bischofsweihe spendete ihm sein Vorgänger Antonio Quarracino, Bischof von Avellaneda, am 4. Oktober desselben Jahres. Mitkonsekratoren waren der Erzbischof von Córdoba, Raúl Francisco Primatesta, und Weihbischof Eduardo Francisco Pironio aus La Plata.
Papst Johannes Paul II. nahm am 28. August 1991 seinen altersbedingten Rücktritt an.